# Zhao Leji
Zhao Leji (chinês simplificado: 赵乐际, pinyin: Zhào Lèjì; nascido em 8 de março de 1957) é um líder sênior do Partido Comunista da China e atual presidente do Comitê Permanente do Congresso Nacional do Povo, sendo assim o terceiro membro na hierarquia do Comitê Permanente do Politburo, o órgão máximo de decisão do partido. Em sua carreira política pregressa, serviu como secretário do Partido Comunista de Qinghai, secretário do partido de Shaanxi e chefe do Departamento de Organização do Partido Comunista da China. Ingressou no Politburo em 2012 e foi promovido ao Comitê Permanente cinco anos depois. Entre 2017 e 2022, foi secretário da Comissão Central de Inspeção Disciplinar, principal órgão anticorrupção do partido.

## Biografia

### Vida pregressa
Zhao Leji nasceu em Xining, província de Qinghai. Seus pais eram de Xi'an, província de Shaanxi. Sua família mudou-se para Qinghai como parte dos programas de ajuda às regiões fronteiriças nos anos de Mao. Nos anos finais da Revolução Cultural, Zhao foi para o campo para realizar trabalhos manuais em uma comuna. Após trabalhar lá por cerca de um ano, Zhao retornou à cidade para se tornar assistente de comunicação no Departamento de Comércio da província de Qinghai.
Zhao ingressou no Partido Comunista da China em 1975 e na Universidade de Pequim em 1977 como um estudante gongongbing. Lá estudou filosofia até janeiro de 1980. Após isso, passou três anos lecionando na Escola de Comércio de Qinghai e supervisionando a ala da Liga da Juventude Comunista do departamento provincial de comércio. Em 1985, foi transferido para uma metalúrgica com sede em Qinghai para ser o secretário do partido na empresa. Em abril de 1986, tornou-se vice-chefe do departamento provincial de comércio.

### Qinghai
Zhao ingressou no governo provincial em 1993, tornando-se parte do círculo íntimo do então secretário do partido de Qinghai, Yin Kesheng. Foi então elevado a vice-governador, e depois a secretário do partido de sua cidade natal, Xining. Assumiu o cargo de governador em 1999, aos 42 anos, tornando-se o governador provincial mais jovem do país na época. Tendo 'pulado' vários níveis em um curto período de tempo, a trajetória ascendente de Zhao começou a desacelerar na virada do século. Zhao tornou-se secretário do partido de Qinghai em 2003, depois de passar quase cinco anos no gabinete do governador. Parte de sua incapacidade em se mudar para uma província economicamente mais próspera e politicamente mais visível foi atribuída à sua origem de Shaanxi, já que ele falava no dialeto local de Shaanxi mesmo em reuniões do governo.
O mandato de Zhao em Qinghai foi marcado por um rápido crescimento econômico e uma triplicação do PIB da província desde o momento em que assumiu o cargo de governador até quando deixou o cargo de secretário do partido em 2007. Foi dito que Zhao adotou uma abordagem relativamente suave em questões de minorias étnicas e assumiu projetos de investimento ambientalmente conscientes. Suas conquistas em Qinghai foram elogiadas pela liderança central do partido.

### Shaanxi
Em 2007, Zhao foi transferido para se tornar secretário do partido na província natal de seus pais, Shaanxi, assim assumindo cargos importantes tanto em sua província "natal" quanto na província onde nasceu, quebrando uma regra tácita do Partido Comunista de que os secretários do partido nunca devem vir da província em que são nativos. Isso foi visto como uma indicação da confiança depositada em Zhao pela liderança central. Em 2008, os números de crescimento do PIB de Shaanxi atingiram 15%, tornando-se uma das duas únicas divisões de nível provincial a estabelecer taxas de crescimento do PIB de mais de 13%. Em Shaanxi, Zhao supervisionou a expansão e o desenvolvimento do cinturão econômico GuanZhong-TianShui(关中-天水).
Após o 18º Congresso Nacional em novembro de 2012, Zhao foi nomeado membro do Politburo e chefe do Departamento de Organização do Partido Comunista da China.
Zhao foi membro do 16º e 17º Comitê Central e do 18º Politburo.

### Comitê Permanente do Politburo
Zhao foi escolhido para ser membro do 19º Comitê Permanente do Politburo, órgão máximo de decisão da China, na 1ª Sessão Plenária do 19º Comitê Central em 25 de outubro de 2017. Na mesma sessão, sucedeu Wang Qishan para se tornar o secretário da Comissão Central de Inspeção Disciplinar, a mais alta instituição de controle interno do partido, conhecida por executar a campanha anticorrupção do Secretário-Geral do Partido Comunista da China, Xi Jinping. De acordo com o The Wall Street Journal, Zhao "tem adotado uma abordagem amplamente neutra durante seu mandato e quase não se envolveu na tomada de decisões sobre as investigações".
Após a primeira sessão plenária do 20º Comitê Central do PCCh, Zhao foi reconduzido ao Comitê Permanente do Politburo.